# Jonas Bjelkmark
Jonas Bjelkmark (* 1. April 1987 in Södertälje) ist ein schwedischer Radrennfahrer.
Jonas Bjelkmark wurde 2005 schwedischer Meister im Straßenrennen der Junioren und Dritter im Einzelzeitfahren belegte er den dritten Platz. Im Erwachsenenbereich fuhr er  2009 bis 2012 schwedische UCI Continental Team Cykelcity.se und belegte den siebten Platz im SEB Tartu Grand Prix , einem Rennen der ersten Kategorie der UCI Europe Tour.

## Erfolge
2005
- Schwedischer Meister – Straßenrennen (Junioren)